# Möttau
Möttau ist ein Ortsteil des Marktfleckens Weilmünster im mittelhessischen Landkreis Limburg-Weilburg.

## Geografie
Möttau liegt im östlichen Hintertaunus, nordöstlich des Kernorts Weilmünster und direkt an der Kreisgrenze zum Lahn-Dill-Kreis. Im Dorf entspringt der Möttbach, der weiter nach Philippstein fließt. Zudem mündet hier der Iserbach von Dietenhausen kommend in den Möttbach. Zusammen formen sie ein Tal, das in Nord-Süd-Richtung liegt und in dem sich Möttau befindet. Zur Gemarkung gehört außerdem ein sehr großes Waldgebiet. Höchste Erhebungen bei Möttau sind der Hirschberg mit 333 Meter über NN und der Buhlenberg mit 363 Meter über NN.
Nachbarorte sind Weilmünster (südwestlich), Altenkirchen (nördlich), Kraftsolms (östlich), und Dietenhausen (südöstlich).

## Geschichte

### Ortsgeschichte
Der Ort wird erstmals in einer Schenkungsurkunde des Codex Eberhardi im Kloster Fulda erwähnt. Die genaue Datierung ist unbekannt, allerdings muss die Urkunde zwischen 779 und 802 ausgestellt worden sein. In der Urkunde heißt es, dass Friedrich dem heiligen Bonifatius das Landgut Mitie schenkt. Im Jahr 912 verpfändete König Konrad I. unter anderem seine Güter zu Mitiu an das Kloster Fulda.
Seit 1317 gehörte Isenmitte (1337) zur Grafschaft Weilnau. Es wurde am 23. Juni 1326 an den Propst von Gemünden verpfändet und fiel im November desselben Jahres an Graf Gerlach von Nassau. Er ließ bei Möttau die Burg Grebenhausen, eine Wasserburg, errichten. Sie sollte als Grenzburg zur Grafschaft Solms dienen. 1405 kam das Dorf durch einen Erbkauf an Philipp I. von Nassau-Saarbrücken. Im Ort befand sich zu der Zeit bereits eine Kapelle, die zum Kirchspiel Altenkirchen gehörte. 1450 kam Möttau zur Grundherrschaft Weilmünster und wechselte zum gleichnamigen Kirchspiel.
Im Dreißigjährigen Krieg wurde der Ort heimgesucht und teilweise verwüstet. Grund war die direkte Lage an zwei Handelsstraßen, der Hessenstraße und dem Frankfurter Weg.
Hessische Gebietsreform (1970–1977)
Im Zuge der Gebietsreform in Hessen fusionierten am 31. Dezember 1970 der bisherige Marktflecken Weilmünster im Oberlahnkreis mit den bis dahin selbstständigen Gemeinden Aulenhausen, Dietenhausen, Ernsthausen, Laimbach, Langenbach, Laubuseschbach, Lützendorf, Möttau, Rohnstadt und Wolfenhausen freiwillig zur neuen Großgemeinde Weilmünster. Essershausen kam am 31. Dezember 1971 hinzu. Für alle zwölf ehemals eigenständigen Gemeinden wurden Ortsbezirke gebildet.

### Verwaltungsgeschichte im Überblick
Die folgende Liste zeigt die Staaten und Verwaltungseinheiten, denen Möttau angehört(e):

- 912: Ostfrankenreich, Lahngau (in pago Loganacgovve)[7]
- vor 1806 Heiliges Römisches Reich, Grafschaft/Fürstentum Nassau-Weilburg, Amt Weilmünster
- ab 1806: Herzogtum Nassau,[Anm. 2] Amt Weilburg
- ab 1849: Herzogtum Nassau, Kreisamt Hadamar[Anm. 3]
- ab 1854: Herzogtum Nassau, Amt Weilburg
- ab 1867: Königreich Preußen,[Anm. 4] Provinz Hessen-Nassau, Regierungsbezirk Wiesbaden, Oberlahnkreis[Anm. 5]
- ab 1871: Deutsches Reich, Königreich Preußen, Provinz Hessen-Nassau, Regierungsbezirk Wiesbaden, Oberlahnkreis
- ab 1918: Deutsches Reich, Freistaat Preußen, Provinz Hessen-Nassau, Regierungsbezirk Wiesbaden, Oberlahnkreis
- ab 1944: Deutsches Reich, Freistaat Preußen, Provinz Nassau, Oberlahnkreis
- ab 1945: Amerikanische Besatzungszone, Groß-Hessen, Regierungsbezirk Wiesbaden, Oberlahnkreis
- ab 1946: Amerikanische Besatzungszone, Hessen, Regierungsbezirk Wiesbaden, Oberlahnkreis
- ab 1949: Bundesrepublik Deutschland, Hessen, Regierungsbezirk Wiesbaden, Oberlahnkreis
- ab 1968: Bundesrepublik Deutschland, Hessen, Regierungsbezirk Darmstadt, Oberlahnkreis
- ab 1971: Bundesrepublik Deutschland, Hessen, Regierungsbezirk Darmstadt, Oberlahnkreis, Gemeinde Weilmünster[Anm. 6]
- ab 1974: Bundesrepublik Deutschland, Hessen, Regierungsbezirk Darmstadt, Landkreis Limburg-Weilburg, Gemeinde Weilmünster
- ab 1981: Bundesrepublik Deutschland, Hessen, Regierungsbezirk Gießen, Landkreis Limburg-Weilburg, Gemeinde Weilmünster

## Bevölkerung

### Einwohnerstruktur 2011
Nach den Erhebungen des Zensus 2011 lebten am Stichtag dem 9. Mai 2011 in Möttau 372 Einwohner. Darunter waren 3 (0,8 %) Ausländer. Nach dem Lebensalter waren 51 Einwohner unter 18 Jahren, 108 zwischen 18 und 49, 81 zwischen 50 und 64 und 132 Einwohner waren älter. Die Einwohner lebten in 135 Haushalten. Davon waren 33 Singlehaushalte, 45 Paare ohne Kinder und 39 Paare mit Kindern, sowie 15 Alleinerziehende und keine Wohngemeinschaften. In 36 Haushalten lebten ausschließlich Senioren und in 81 Haushaltungen lebten keine Senioren.

### Einwohnerentwicklung
| • 1620: | 12 Haushaltungen |

| Möttau: Einwohnerzahlen von 1825 bis 2020 | Möttau: Einwohnerzahlen von 1825 bis 2020 | Möttau: Einwohnerzahlen von 1825 bis 2020 | Möttau: Einwohnerzahlen von 1825 bis 2020 | Möttau: Einwohnerzahlen von 1825 bis 2020 |
| --- | ----------------------------------------- | ----------------------------------------- | ----------------------------------------- | ----------------------------------------- |
| Jahr |                                           |                                           |                                           | Einwohner                                 |
| 1825 | 1825                                      |                                           | 127                                       | 127                                       |
| 1834 | 1834                                      |                                           | 154                                       | 154                                       |
| 1840 | 1840                                      |                                           | 172                                       | 172                                       |
| 1846 | 1846                                      |                                           | 175                                       | 175                                       |
| 1852 | 1852                                      |                                           | 156                                       | 156                                       |
| 1858 | 1858                                      |                                           | 148                                       | 148                                       |
| 1864 | 1864                                      |                                           | 160                                       | 160                                       |
| 1871 | 1871                                      |                                           | 148                                       | 148                                       |
| 1875 | 1875                                      |                                           | 142                                       | 142                                       |
| 1885 | 1885                                      |                                           | 143                                       | 143                                       |
| 1895 | 1895                                      |                                           | 147                                       | 147                                       |
| 1905 | 1905                                      |                                           | 149                                       | 149                                       |
| 1910 | 1910                                      |                                           | 146                                       | 146                                       |
| 1925 | 1925                                      |                                           | 149                                       | 149                                       |
| 1939 | 1939                                      |                                           | 145                                       | 145                                       |
| 1946 | 1946                                      |                                           | 242                                       | 242                                       |
| 1950 | 1950                                      |                                           | 232                                       | 232                                       |
| 1956 | 1956                                      |                                           | 191                                       | 191                                       |
| 1961 | 1961                                      |                                           | 206                                       | 206                                       |
| 1967 | 1967                                      |                                           | 234                                       | 234                                       |
| 1970 | 1970                                      |                                           | 224                                       | 224                                       |
| 1987 | 1987                                      |                                           | 278                                       | 278                                       |
| 1993 | 1993                                      |                                           | 348                                       | 348                                       |
| 1996 | 1996                                      |                                           | 370                                       | 370                                       |
| 2001 | 2001                                      |                                           | 359                                       | 359                                       |
| 2005 | 2005                                      |                                           | 370                                       | 370                                       |
| 2010 | 2010                                      |                                           | 365                                       | 365                                       |
| 2011 | 2011                                      |                                           | 372                                       | 372                                       |
| 2015 | 2015                                      |                                           | 383                                       | 383                                       |
| 2020 | 2020                                      |                                           | 338                                       | 338                                       |
| Datenquelle: Historisches Gemeindeverzeichnis für Hessen: Die Bevölkerung der Gemeinden 1834 bis 1967. Wiesbaden: Hessisches Statistisches Landesamt, 1968. Weitere Quellen: LAGIS; nach 1970:; Zensus 2011 |                                           |                                           |                                           |                                           |

### Historische Religionszugehörigkeit
| • 1885: | 142 evangelische (= 99,30 %), ein katholischer (= 0,70 %) Einwohner |
| • 1961: | 171 evangelische (= 83,01 %), 35 katholische (= 16,99 %) Einwohner  |

## Ortsbeirat
Für Möttau besteht ein Ortsbezirk (Gebiete der ehemaligen Gemeinde Möttau) mit Ortsbeirat und Ortsvorsteher nach der Hessischen Gemeindeordnung.
Der Ortsbeirat besteht aus fünf Mitgliedern. Bei den Kommunalwahlen in Hessen 2021 betrug die Wahlbeteiligung zum Ortsbeirat 46,67 %. Alle Kandidaten gehörten der „Offenen Liste Möttau“ an. Der Ortsbeirat wählte Rolf Schliffer zum Ortsvorsteher.

## Vereine
Das Vereinsleben wird hauptsächlich vom im Jahr 1934 gegründeten Feuerwehrverein der Freiwilligen Feuerwehr Möttau, dem SPD-Ortsbezirk, der Interessengemeinschaft „Attraktives Dorf Möttau“ und dem Landfrauenverein Möttau geprägt.